# الاعتقاد بأن الله أصبح الكون
الاعتقاد بأن الله أصبح الكون هو عقيدة لاهوتية طُورت تاريخيًا عدة مرات، وتنص على أن خالق الكون قد أصبح هو الكون. استخدم البعض مصطلح الربوبية الشاملة تاريخيًا، الذي يجمع بين جوانب من وحدة الوجود والربوبية، للإشارة إلى مثل هذا اللاهوت، في نسخ هذه النظرية التي تزعم أن الله لم يعد موجودًا أو على الأقل لم يعد كيانًا منفصلًا واعيًا. من المفاهيم المشابهة وحدة الوجود، إذ يصبح الخالق جزءًا من الكون فقط، لكنه يبقى في جزء آخر متعاليًا عنه أيضًا. تتحدث النصوص الهندوسية، مثل ماندوكيا أوبانيشاد، عن الواحد غير المنقسم الذي أصبح الكون.

## التطور

### في الأساطير
اقترحت العديد من الأساطير القديمة أن العالم خُلق من جوهر إله ميت أو كائن ذي قوة مماثلة. في الأساطير البابلية، قتل الإله الشاب مردوخ (تيامات) وخلق العالم المعروف من جسدها. وبالمثل، افترضت الأساطير الإسكندنافية أن أودين وإخوته، فيلي وفي، هزموا عملاقًا جليديًا يُدعى يمير، ثم خلقوا العالم من جمجمته. تروي الأساطير الصينية في عصر الممالك الثلاث خلق عناصر العالم المادي -الجبال والأنهار والشمس والقمر، إلخ- من جسد خالق يُدعى بانغو (盤古). لم تصل هذه القصص إلى حد تحديد مصمم العالم على أنه شخص استخدم جسده لتوفير المادة.
لكن يوجد مثال واحد على ذلك في الأساطير البولينيزية، ففي جزر المحيط الهادي، تتجلى فكرة الإله الأسمى في آلهة يطلق عليها شعب الماوري اسم رانجي وبابا، ويطلق عليها سكان هاواي الأصليين اسم كان، ويطلق عليها سكان تونغا وساموا اسم تاجالوا، وتطلق عليها شعوب جزر المجتمع اسم تاآروا. يقول تعريف شعري أصيل للخالق، «كان، تاآروا اسمه، سكن في الفراغ. لا أرض، لا سماء، لا بشر. تاآروا ينادي، لكن لا شيء يجيب، وبوجوده وحده، أصبح الكون. الدعائم تاآروا، والصخور تاآروا، والرمال تاآروا، وهكذا سمّي هو نفسه».

### الفلسفة القديمة
تتبع أستاذ الدراسات الدينية، فرانسيس إدوارد بيترز، هذه الفكرة إلى فلسفة الميليسيين، الذين كانوا روادًا في معرفة وحدة الوجود، في كتابه الذي يحمل عنوان: المصطلحات الفلسفية اليونانية: معجم تاريخي الصادر عام 1967، مشيرًا إلى أن ما ظهر في قلب التقليد الفيثاغوري في الفلسفة، هو وجهة نظر أخرى للنفس تبدو كأنها لا تدين إلا قليلًا، إن لم تكن على الإطلاق، لمذهب الوحدة الحيوية أو الربوبية الشاملة الذي ورثه الميليسيون.
أيد الفيلسوف الميليسي، أناكسيماندر، على وجه الخصوص، استخدام المبادئ العقلانية لتأكيد أن كل شيء في العالم تشكل من تنويعات من مادة واحدة –الأبييرون- التي تحررت مؤقتًا من الحالة البدائية للعالم. ذكر فريدريك نيتشه، في كتابه الفلسفة في العصر المأساوي لليونانيين، أن أنكسيماندر نظر إلى كل ما ينشأ وكأنه تحرر غير شرعي من الوجود الأبدي، وهو خطأ لا يكفر عنه إلا التدمير. كان أنكسيماندر من بين أصحاب نظرية الواحدية المادية، إلى جانب طاليس، الذي اعتقد أن كل شيء مكون من الماء، وأنكسيمانس، الذي اعتقد أنه هواء، وهيراقليطس، الذي اعتقد أنه نار.
يصف غوتفريد غروس -في تفسيره عام 1787 لكتاب بليني الأكبر التاريخ الطبيعي- بليني، وهو شخصية من القرن الأول، بأنه من أتباع مبدأ الربوبية أيضًا.
في القرن التاسع، اقترح يوهانس سكوتس إريوجينا في عمله العظيم في تقسيم الطبيعة، ويُسمى أيضًا بيريفيزيون، الذي اكتمل على الأرجح نحو 867 م أن طبيعة الكون قابلة للتقسيم إلى أربع فئات مميزة:
1. ما يَخلق ولا يُخلق.
2. ما يُخلق ويَخلق.
3. ما يُخلق ولا يَخلق.
4. ما لا يُخلق ولا يَخلق.

الأول هو الله أساس كل شيء، والثاني هو الله الغاية النهائية أو الهدف النهائي لكل شيء، الذي يعود إليه عالم المخلوقات في نهاية المطاف. ومن النقاط المثيرة للجدل التي طرحها إريوجينا أن الله لا شيء، بمعنى أنه لا يمكن تصنيفه ضمن أي تصنيف أرضي. وقد اتبع إريوجينا حجة ديونيسيوس الزائف والأفلاطونيين الجدد مثل غايوس ماريوس فيكتورينوس، القائلة بأن الله فوق الوجود، وعلى هذا فهو ليس كائنًا: إن جوهر الألوهية في غاية الكمال لدرجة أن الله غير مفهوم ليس فقط بالنسبة لنا، بل حتى بالنسبة لنفسه. لأنه لو كان يعرف نفسه بأي معنى كاف، لصنف نفسه في فئة فكرية ما، وهو ما يعني تقييد ذاته.

يصور إريوجينا الله كائنًا متطورًا، يتطور عبر المراحل الأربع التي يحددها. تشكل الفئتان الثانية والثالثة معًا الكون المخلوق، وهو تجلي الله، الله في طور التطور، ثيوفانيا، أما الثانية فهي عالم الأفكار أو الأشكال الأفلاطونية. أما الثالثة فهي التجلي المادي لله، الذي تطور عبر عالم الأفكار وجعل تلك الأفكار تبدو كأنها مادة، وقد تكون وحدة الوجود، اعتمادًا على التدخل المنسوب إلى الله في الكون.
يدخل الله... عالم المكان والزمان، حيث تصبح الأفكار عرضة للتعدد والتغيير والنقص والانحلال. في هذه المرحلة الأخيرة، لم تعد أفكارًا خالصة، بل مجرد مظاهر للواقع، أي ظواهر. في عالم المكان والزمان، تتحمل الأفكار عبء المادة، مصدر المعاناة والمرض والخطيئة. لذا، فإن العالم المادي لتجاربنا يتكون من أفكار ملبسة بالمادة. وهنا يحاول إريوجينا التوفيق بين الأفلاطونية ومفاهيم أرسطو. الإنسان أيضًا يتكون من فكرة ومادة، نفس وجسد. إنه ذروة عملية الأشياء من الله، ومعه، كما سنرى، تبدأ عملية عودة كل شيء إلى الله.
وهكذا يتميز النظام الإلهي بالبداية والوسط والنهاية، لكن هذه في جوهرها واحدة، والفرق هو نتيجة لحدود الإنسان الزمنية فقط. ينظر إلى هذه العملية الأبدية بفهم محدود من خلال شكل الزمن، ما يجبر على تطبيق التمييزات الزمنية على ما هو خارج الزمن أو فوق الزمن. يختتم إريوجينا هذا العمل بحجة أخرى مثيرة للجدل، سبق أن رفضها أوغسطينوس بشدة، وهي أن ليس الإنسان وحده، بل كل شيء آخر في الطبيعة، مقدر له العودة إلى الله. أدين عمل إريوجينا من قِبَل مجمع في سينس برئاسة هونوريوس الثالث (1225)، الذي وصفه بأنه مليء بديدان الانحراف الهرطوقي، ومن قبل البابا غريغوريوس الثالث عشر عام 1585. وهكذا، قُمعت هذه النظريات لمئات السنين منذ ذلك الحين.